# Конус Вільямса
Конус Вільямса — конус-супутник гори Едзіза, розташований 36 км на схід від Телеграф-Крік . Він знаходиться недалеко від північного краю льодовикового поля Тенчо і є одним із багатьох післяльодовикових шлакових конусів, які лежать на вулканічному комплексі гори Едзіза. Останнє виверження конуса Вільямса відбулося близько 1350 років тому разом з іншими найближчими вулканами, такими як добре збережений конус Єви. 

## Дивись також
- Список вулканів Канади